# Knjižnica Brežice
Knjižnica Brežice je osrednja splošna knjižnica s sedežem na Trgu Jožeta Toporišiča 1 (Brežice); ustanovljena je bila leta 1993.

## Opis
Začetki knjižničarstva v Brežicah segajo v leto 1880, uradni začetki delovanja Knjižnice Brežice pa v leto 1945. Knjižnično rast so spremljale številne selitve in organizacijske oblike. Danes knjižnica pokriva področje občine Brežice, ki šteje 24.500 prebivalcev, njene storitve pa iščejo tudi uporabniki izven občinskih meja. Ta ustanova je vozlišče oziroma stičišče različnih poti vseh generacij. Glede na COBISS je knjižnica leta 2013 obsegala 87.223 enot gradiva. Knjižnica Brežice pa ni le prostor, namenjen gradivu, ampak tudi informacijskemu opismenjevanju, razvijanju bralne kulture, domoznanskim študijam, vseživljenjskemu učenju in druženju.

## Podatki
Ob vstopu v knjižnico uporabnike oziroma obiskovalce vabijo središčni pult s knjigomatom za samostojno izposojo gradiva, izbrana dela na panojih, zbirka leposlovnih del ter  audio-video gradiva na oddelku za odrasle. Poslovanje je avtomatizirano s tehnologijo RFID. V pritličju je še mladinski oddelek s knjižnim in neknjižnim gradivom za otroke in mladino. Posebej zanimiva zanje je stalna razstava mladinskih knjig v tujih jezikih z naslovom Mini Bologna. Zbirka obsega 505 bogato ilustriranih mladinskih knjig iz 44 držav. Z njimi se otroci seznanjajo s tujejezičnimi kulturami, jeziki in pisavami ter se navdušujejo za samostojno odkrivanje drugačnega, neznanega.
Nadstropje višje domujejo strokovni oddelek za odrasle, referenčna zbirka, domoznanska zbirka, točka za samostojno učenje in e-knjižnica. Strokovni oddelek za odrasle se ponaša s stalno razstavo rastoče zbirke domačina – priznanega slovenskega jezikoslovca akademika Jožeta Toporišiča. Obiskovalci knjižnice se družijo v večnamenski dvorani Savice Zorko, ki je dobila ime po prvi upravnici Knjižnice Brežice.